# Kirk Saarloos
Kirk Craig Saarloos (né le 23 mai 1979 à Long Beach, Californie, États-Unis) est un ancien lanceur droitier de baseball. Il évolue en Ligue majeure de baseball de 2002 à 2008.

## Carrière
Joueur des Titans de Cal State Fullerton de l'université d'État de Californie à Fullerton, Kirk Saarloos est choisi au 3e tour du repêchage amateur de 2001 par les Astros de Houston qui le lancent en ligue majeure moins d'un an plus tard, le 18 juin 2002. Capable de tenir les rôles de lanceur partant, releveur et stoppeur, il profite de cette polyvalence pour disputer plus de rencontres. 
Le 11 juin 2003, le lanceur partant Roy Oswalt et les releveurs Pete Munro, Saarloos, Brad Lidge, Octavio Dotel et Billy Wagner réussissent un match sans coup sûr combiné dans une victoire de 8-0 des Astros sur les Yankees de New York au Yankee Stadium. C'est la première fois qu'un match sans coup sûr combiné implique autant de lanceurs d'une même équipe.
Il poursuit sa carrière chez les Athletics d'Oakland (2004–2006 et 2008) avec un crochet chez les Reds de Cincinnati (2007). Son contrat avec les Reds reste à ce jour le plus important (1,554 million de dollars), mais Saarloos doit se contenter de contrats de ligues mineures, bien moins rémunérateurs, depuis 2008, ne l'empêchant toutefois pas de faire des apparitions en Ligue majeure : 8 matches joués avec les Athletics en 2008.
Saarloos rejoint l'organisation des Indians de Cleveland le 14 janvier 2009 en signant un contrat de ligues mineures. Il devrait principalement évolué en 2009 avec le club-école Triple-A des Indians, les Clippers de Columbus.

## Statistiques
| Saison   | Age      |          |          | V  | D  | G   | GS | CG | SHO | SV | IP   | H   | R   | ER  | HR | BB  | SO  | HBP | WP | BFP   | BK | ERA  | WHIP  | OBA  |
| -------- | -------- | -------- | -------- | -- | -- | --- | -- | -- | --- | -- | ---- | --- | --- | --- | -- | --- | --- | --- | -- | ----- | -- | ---- | ----- | ---- |
| 2002     | 23       | HOU      | NL       | 6  | 7  | 17  | 17 | 1  | 1   | 0  | 85⅓  | 100 | 59  | 57  | 12 | 27  | 54  | 6   | 1  | 372   | 0  | 6.01 | 1.488 | .301 |
| 2003     | 24       | HOU      | NL       | 2  | 1  | 36  | 4  | 0  | 0   | 0  | 49⅓  | 55  | 31  | 27  | 4  | 17  | 43  | 3   | 0  | 218   | 0  | 4.93 | 1.459 | .281 |
| 2004     | 25       | OAK      | AL       | 2  | 1  | 6   | 5  | 0  | 0   | 0  | 24⅓  | 27  | 13  | 12  | 4  | 12  | 10  | 2   | 0  | 112   | 0  | 4.44 | 1.603 | .284 |
| 2005     | 26       | OAK      | AL       | 10 | 9  | 29  | 27 | 2  | 1   | 0  | 159⅔ | 170 | 75  | 74  | 11 | 54  | 53  | 11  | 1  | 682   | 0  | 4.17 | 1.403 | .278 |
| 2006     | 27       | OAK      | AL       | 7  | 7  | 35  | 16 | 0  | 0   | 2  | 121⅓ | 149 | 70  | 64  | 19 | 53  | 52  | 3   | 3  | 548   | 0  | 4.75 | 1.665 | .308 |
| 2007     | 28       | CIN      | NL       | 1  | 5  | 34  | 3  | 0  | 0   | 0  | 42⅔  | 54  | 36  | 34  | 8  | 19  | 27  | 3   | 1  | 201   | 0  | 7.17 | 1.711 | .305 |
| 2008     | 29       | OAK      | AL       | 1  | 0  | 8   | 1  | 0  | 0   | 0  | 26⅓  | 37  | 17  | 16  | 2  | 4   | 12  | 0   | 0  | 118   | 0  | 5.47 | 1.557 | .330 |
| Totaux : | Totaux : | Totaux : | Totaux : | 29 | 30 | 165 | 73 | 3  | 2   | 2  | 509  | 592 | 301 | 284 | 60 | 186 | 251 | 28  | 6  | 2,251 | 0  | 5.02 | 1.528 | .295 |